# Charles Morton
Charles Morton (28 de enero de 1908 – 26 de octubre de 1966) fue un actor teatral, cinematográfico y televisivo de nacionalidad estadounidense.

## Biografía
Nacido en Illinois, Charles Morton pasó su adolescencia en Madison, siendo educado en la Madison High School y en la Universidad de Wisconsin-Madison.
Debutó como actor teatral a los siete años de edad, y más adelante actuó en el vodevil, en teatro de repertorio y en teatro clásico. Morton inició su carrera cinematográfica en la época del cine mudo, cumpliendo entonces como primer actor, pasando más adelante al cine sonoro y, finalmente, a la televisión.
Su aspecto pulido, su encanto y su personalidad, llamaron la atención de los estudios cinematográficos, y en 1927 fue contratado por 20th Century Fox. Ese mismo año el público descubrió al atractivo joven actuando junto a la primera actriz del estudio, Madge Bellamy, en el film Colleen, una de las muchas comedias dramáticas de la época.
En 1928 Morton coprotagonizó el film mudo de John Ford Cuatro hijos. Otras de sus películas destacadas fueron la dirigida por F. W. Murnau 4 Devils, actualmente considerada como perdida, y la producción de Fox None But the Brave (1928).
En 1931 Morton se casó con Lya Lys, pero el matrimonio finalizó en divorcio unos meses después, no mucho más tarde del nacimiento de su hija. Tras el divorcio, una disputa sobre los pagos de pensión alimenticia llevaría a Morton a cumplir algunos días tras las rejas.
A partir de 1933, con el uso pleno del sonido en el cine, la carrera de Morton empezó a perder ímpetu, y en 1936 sus papeles se habían reducido de manera significativa. Aunque su trayectoria artística se prolongó hasta mediados los años 1960, sus actuaciones, tanto cinematográficas como televisivas, fueron cada vez de menor importancia, y la mayoría de ellas sin aparecer en los créditos.
Charles Morton falleció a causa de una enfermedad cardiaca en 1966 en North Hollywood, Los Ángeles, California. Sus restos fueron incinerados y depositados en el Cementerio Pierce Brothers Valhalla Memorial Park de dicha población.

## Selección de su filmografía
- Dressed to Kill (1928)
- None But the Brave (1928)
- Cuatro hijos (1928)
- 4 Devils (1928)
- New Year's Eve (1929)